# كينتا سوزوكي
كينتا سوزوكي (باليابانية: 鈴木 健太) (16 سبتمبر 1985 في كاناغاوا في اليابان – )؛ هو لاعب كرة قدم ياباني سابق كان يلعب كلاعب وسط.

## وصلات خارجية
- كينتا سوزوكي على موقع رابطة كرة القدم اليابانية للمحترفين (اليابانية)
- كينتا سوزوكي على موقع قاعدة بيانات كرة القدم.إي يو (الإنجليزية)
- كينتا سوزوكي على موقع عالم كرة القدم.نت (الإنجليزية)